# 訃報 1992年9月
訃報 1992年9月（ふほう 1992ねん9がつ）では、1992年（平成4年）9月中に物故した、又は物故が報じられた人物についてまとめる。

## （1日 - 15日）

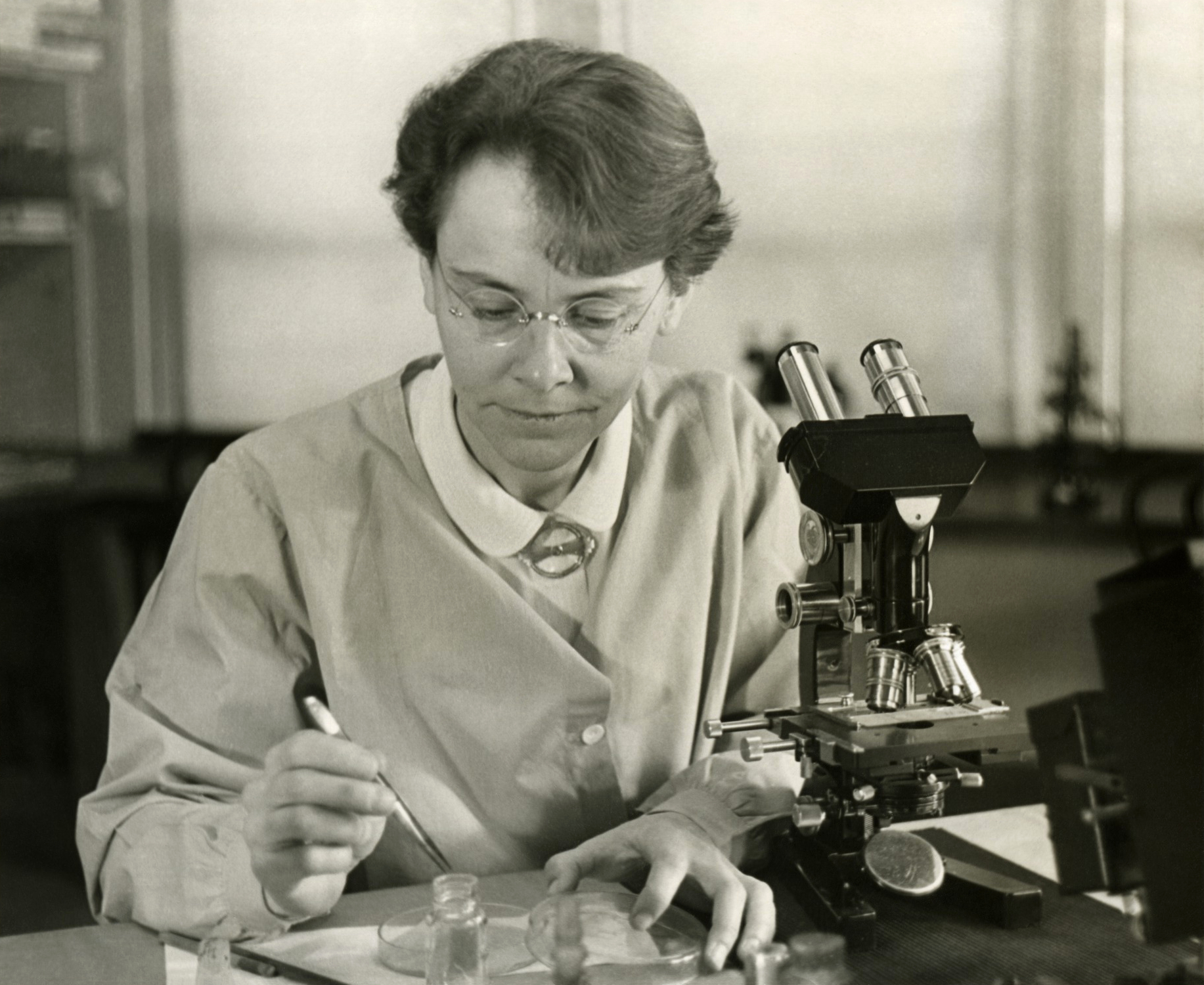
バーバラ・マクリントック / 9月2日没

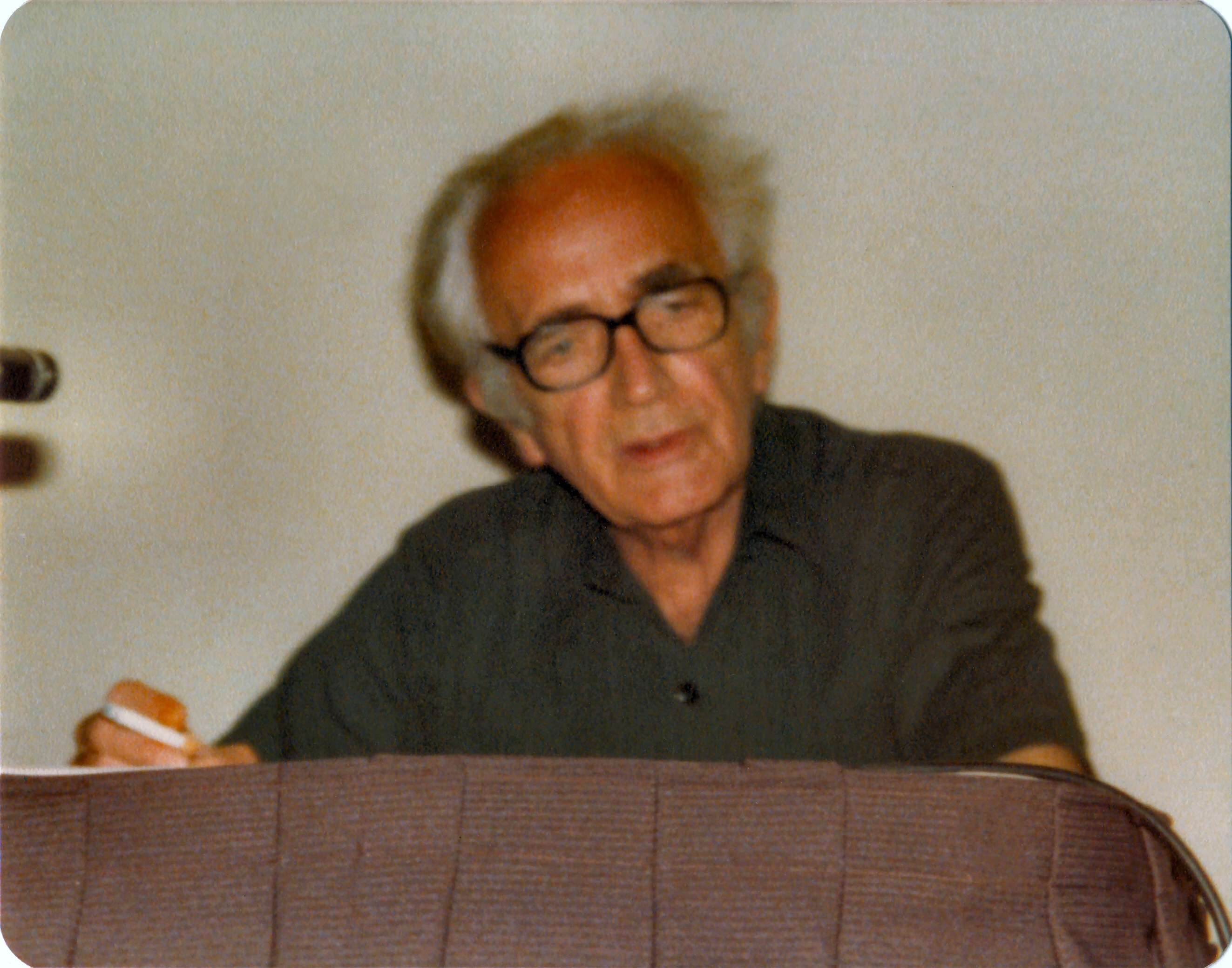
フリッツ・ライバー / 9月5日没

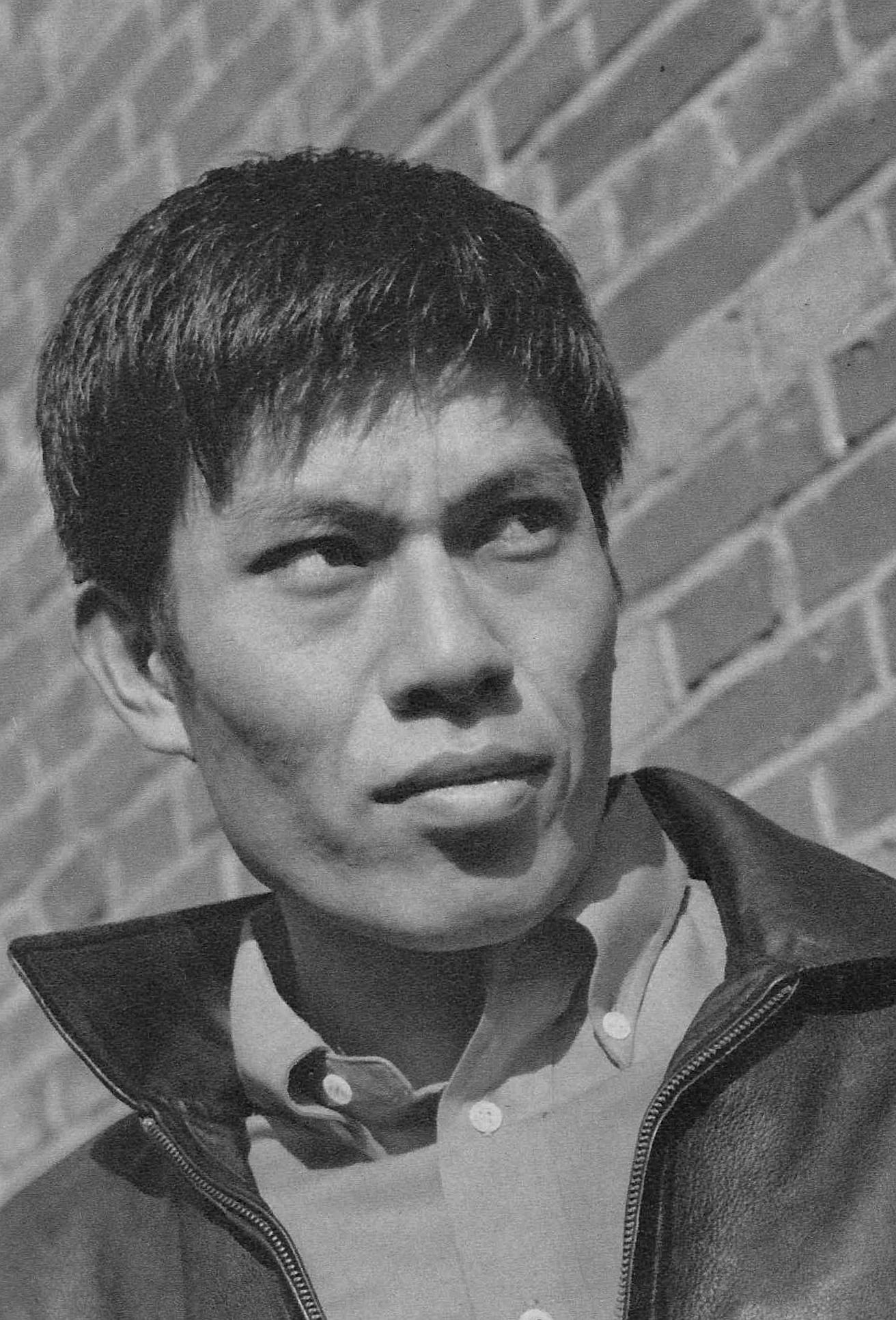
郷鍈治 / 9月11日没

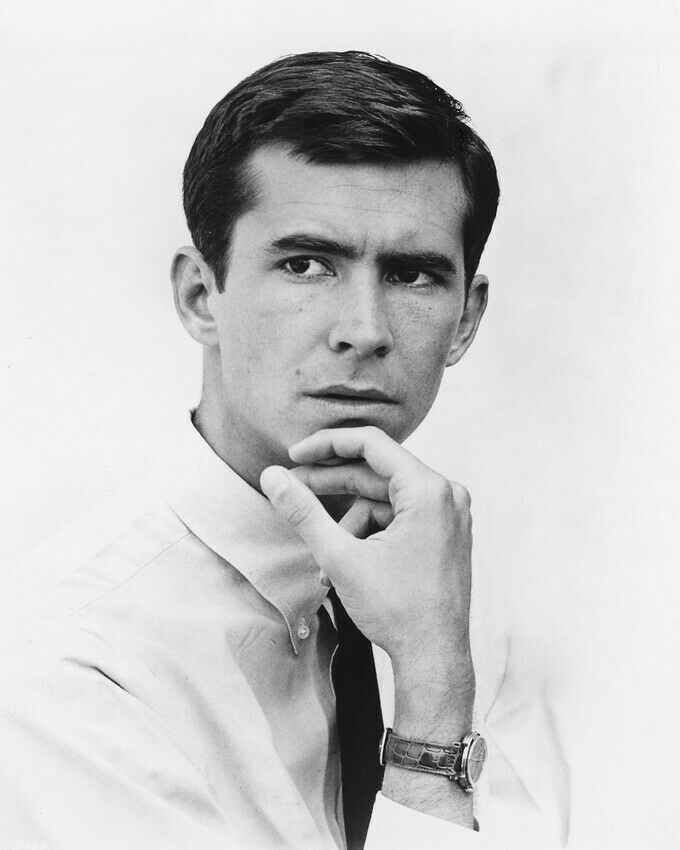
アンソニー・パーキンス / 9月12日没

- 9月2日 - バーバラ・マクリントック、生物学者（* 1902年）
- 9月4日 - 森康二、アニメーター・絵本作家（* 1925年）
- 9月5日 - フリッツ・ライバー、SF作家・ファンタジー作家（* 1910年）
- 9月5日 - 太田正男、プロ野球審判員（* 1931年）
- 9月6日 - 干刈あがた、小説家（* 1943年）
- 9月11日 - 郷鍈治、俳優（* 1937年）
- 9月12日 - アンソニー・パーキンス、俳優（* 1932年）

## （16日 - 30日）
- 9月21日 - パウル・アルフォンス・フォン・メッテルニヒ＝ヴィンネブルク、貴族・元国際自動車連盟会長（* 1917年）
- 9月24日 - 寺田ヒロオ、漫画家（* 1931年）
- 9月25日 - 井原岸高、政治家（* 1903年）
- 9月25日 - 松尾和子、歌手（* 1935年）